# Los Angeles Rams 1978
La stagione 1977 dei Los Angeles Rams è stata la 40ª della franchigia nella National Football League e la 32ª a Los Angeles La squadra vinse il sesto di otto titoli di division consecutivi, un record NFL all'epoca. Per la quarta volta nelle ultime cinque stagioni giunse in finale di conference, dove fu sconfitta per 28-0 dai Dallas Cowboys.
Martedì 28 luglio 1978, i Rams annunciarono il piano di voler lasciare il Los Angeles Memorial Coliseum per l'Anaheim Stadium a partire dalla stagione 1980.

## Roster
| Roster dei Los Angeles Rams nel 1978 |
| --- |
| Quarterback - 15 Vince Ferragamo - 11 Pat Haden Running Back - 32 Cullen Bryant - 22 John Cappelletti - 43 Jim Jodat FB - 24 Jerry Latin - 30 Lawrence McCutcheon - 39 Rod Phillips - 26 Wendell Tyler Wide Receiver - 81 Ron Jessie - 82 Willie Miller - 80 Billy Waddy Tight End - 83 Terry Nelson Offensive Linemen - 77 Doug France T - 60 Dennis Harrah G - 65 Tom Mack G - 54 Dan Ryczek C - 61 Rich Saul C - 78 Jackie Slater T - 75 John Williams T Defensive Linemen - 90 Larry Brooks DT - 89 Fred Dryer DE - 79 Mike Fanning DT - 76 Cody Jones DT - 85 Jack Youngblood DE Linebacker - 59 Bob Brudzinski RLB - 50 Kevin McLain OLB - 64 Jack Reynolds MLB - 58 Isiah Robertson RLB - 53 Jim Youngblood LLB Defensive Back - 42 Dave Elmendorf SS - 21 Nolan Cromwell FS - 49 Rod Perry CB - 48 Bill Simpson FS - 27 Pat Thomas CB - 20 Jackie Wallace SS Special Team - 3 Frank Corral K - 19 Glen Walker P                                                                  |
| Legenda - I rookie sono in corsivo. - Il primo ruolo è il principale mentre gli eventuali successivi indicano i ruoli secondari. - (IR) sta per Injured Reserve ed indica la lista ristretta per un solo giocatore infortunato che può tornare ad allenarsi dopo la settimana 6 e a rientrare in prima squadra dopo che questa ha giocato 8 partite. - (NF-Inj.) / (NF-Ill.) stanno rispettivamente per Non-Football Injured e Non-Football Illness ed indicano le liste dove viene inserito un giocatore che ha un infortunio o una malattia non dipendente dal football americano. - (PUP) sta per Physically Unable to Perform ed indica la lista dove viene inserito un giocatore mentre è in attesa di recuperare la condizione fisica. Nella stagione regolare dopo la sesta partita giocata dalla propria squadra, il giocatore ha tempo tre settimane per riprendere ad allenarsi, più tre settimane aggiuntive dal suo rientro agli allenamenti per rientrare in prima squadra. |

## Calendario
| Stagione regolare |                        |         |
| 1                 | at Philadelphia Eagles | V 16–14 |
| 2                 | Atlanta Falcons        | V 10–0  |
| 3                 | Dallas Cowboys         | V 27–14 |
| 4                 | at Houston Oilers      | V 10–6  |
| 5                 | at New Orleans Saints  | V 26–20 |
| 6                 | San Francisco 49ers    | V 27–10 |
| 7                 | at Minnesota Vikings   | V 34–17 |
| 8                 | New Orleans Saints     | S 10–3  |
| 9                 | at Atlanta Falcons     | S 15–7  |
| 10                | Tampa Bay Buccaneers   | V 26–23 |
| 11                | Pittsburgh Steelers    | V 10–7  |
| 12                | at San Francisco 49ers | V 31–28 |
| 13                | at Cleveland Browns    | S 30–19 |
| 14                | at New York Giants     | V 20–17 |
| 15                | Cincinnati Bengals     | S 20–19 |
| 16                | Green Bay Packers      | V 31–14 |

## Classifiche
| NFC West            |    |    |   |      |     |      |     |     |     |
|                     | V  | S  | P | %    | DIV | CONF | PF  | PS  | STR |
| Los Angeles Rams(1) | 12 | 4  | 0 | .750 | 4–2 | 10–2 | 316 | 245 | V1  |
| Atlanta Falcons(4)  | 9  | 7  | 0 | .563 | 5–1 | 8–4  | 240 | 290 | S1  |
| New Orleans Saints  | 7  | 9  | 0 | .438 | 3–3 | 6–6  | 281 | 298 | V1  |
| San Francisco 49ers | 2  | 14 | 0 | .125 | 0–6 | 1–11 | 219 | 350 | S1  |